# Великий Кртіш (округ)
Округ Вельки Кртіш (словац. Okres Veľký Krtíš) — округ (район) в Банськобистрицькому краї Словаччини. Площа округу становить — 848,2 км², на якій проживає — 46 000 осіб (31.12.2007). Середня щільність населення становить — 54,24 осіб/км². Адміністративний центр округу — місто Вельки Кртіш.

## Географія
Розташовані Дачоломська полонина і Модрокаменські схили.

## Статистичні дані

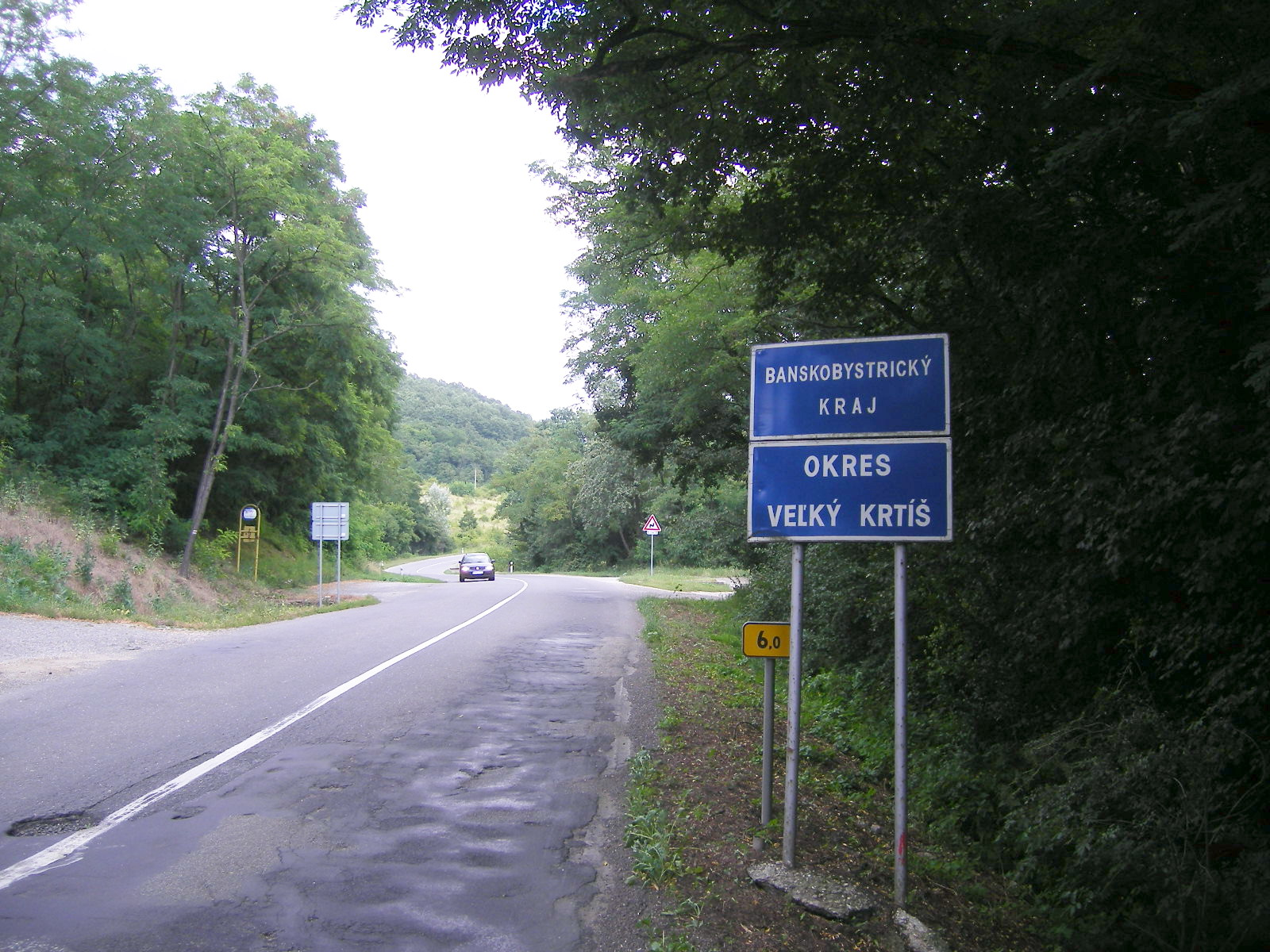
Округ Вельки Кртіш

| Рік:            | 1994.  | 2004.   | 2014.   | 2024.   |
| --------------- | ------ | ------- | ------- | ------- |
| Кількість осіб: | 46 941 | 46 462  | 44 826  | 40 598  |
| Різниця:        |        | -1,02 % | -3,52 % | -9,43 % |

| Рік:            | 2023.  | 2024.   |
| --------------- | ------ | ------- |
| Кількість осіб: | 40 900 | 40 598  |
| Різниця:        |        | -0,73 % |

### Національний склад:
- словаки — 68,0 %
- угорці — 27,4
- роми — 1,8 %
- чехи — 0,5 %
- інші національності — 2,3 %

### Конфесійний склад:
- Католики — 70,9 %
- Лютерани — 15,8 %

## Адміністративний поділ

### Міста:
Вельки Кртіш • Модри Камень

### Села:
Балог-над-Іплом • Баторова • Бруснік • Бушінце • Велька Вес-над-Іплом • Велька Чаломія • Вельке Злієвце ·  Вельке Страціни • Вельки Лом • Віница • Вєска • Врбовка • Ґлабушовце • Горна Стрегова • Горне Плахтінце • Горне Стргаре • Грушов • Дачов Лом • Долінка • Долна Стрегова • Долне Плахтінце • Долне Стргаре • Дюрковце • Желовце • Завада • Загорце • Зомбор • Іпельске Предмостьє • Каменне Косіги • Кленяни • Ковачовце • Коларе • Косіги-над-Іплом • Косіговце • К'яров • Лесениці • Любор'єчка • Мала Чаломія • Мале Злієвце • Мале Страціни • Мали Кртіш • Муля • Ненінце • Нова Вес • Обецков • Оловари • Опава • Опатовска Нова Вес • Правица • Прібелце • Пуотор • Селяни • Сенне • Сеч'янки • Склабіна • Словенске Дярмоти • Словенске Клячани • Стредне Плахтінце • Сухань • Сухе Брезово • Требушовце • Храстінце • Хртяни • Чебовце • Челаре • Человце • Червеняни • Шіраков • Щуля